# Khorixasita
La khorixasita és un mineral de la classe dels fosfats. Rep el nom del districte de Khorixas, a Namíbia, on es troba la seva localitat tipus.

## Característiques
La khorixasita és un vanadat de fórmula química (Bi0.67□0.33)Cu(VO₄)(OH). Va ser aprovada com a espècie vàlida per l'Associació Mineralògica Internacional l'any 2016. Cristal·litza en el sistema monoclínic. És isostructural amb la mottramita, de la qual és el seu anàleg amb bismut. Químicament és similar a la namibita.
L'exemplar que va servir per a determinar l'espècie, el que es coneix com a material tipus, es troba conservat a les col·leccions mineralògiques del Museu Victoria, a Melbourne (Austràlia), amb el número de registre m53605.

## Formació i jaciments
Va ser descoberta a la granja 504 Mesopotàmia, dins el vall de coure de Mesopotàmia, a Khorixas (Regió de Kunene, Namíbia). També ha estat descrita a la mina Mashamba West, al districte miner de Kolwezi, a Lualaba (República Democràtica del Congo). Aquests dos indrets són els únics de tot el planeta on ha estat descrita aquesta espècie mineral.